# 佛羅里達山獅
佛羅里達山獅（学名：Puma concolor coryi），又名佛羅里達美洲獅或美洲獅佛羅里達亞種。過去被認為是美洲獅的一個亞種，近年支持將其合併在北美山獅內（Puma concolor couguar）。棲息在美國佛羅里達州南部的松林、針葉林及沼澤。其种加词“concolor”意为“同色的”。
雄獅重約150磅，棲息在大落羽衫國家自然保護區（Big Cypress National Preserve）、大沼澤地國家公園及美洲獅國家野生動物保護區（Florida Panther National Wildlife Refuge）。牠們是美國東部唯一的美洲獅，只佔有以往牠們分佈地的5%。牠們現存的數量估計只有80－100隻。

## 科學分類
佛羅里達山獅一直都被認為是美洲獅的亞種，學名為Puma concolor coryi。於1967年牠們被美國魚類及野生動物管理局列為瀕危，且是一直最為受到保護的貓科群族。
根據美洲獅線粒體DNA的研究顯示，佛羅里達山獅與很多美洲獅亞種都很相似，建議將牠們合併重新分類為北美山獅（Puma concolor couguar）。自此，一些經典的文獻都不將佛羅里達山獅看為獨立的亞種，而是與其他亞種合併為北美山獅。不過在研究方面，尤其是有關佛羅里達山獅的保育工作，仍然會將牠們列為獨立的亞種。然而重新分類的建議卻仍未有公認的做法。

## 保育狀況
在美國佛羅里達州已進行保育工作來挽救餘下的佛羅里達山獅。不過，這項工作因佛羅里達山獅所需的生活面積而變得不容易：每一個繁殖單位，即1隻雄獅及2－5隻雌獅就需要約200平方公里的棲息地。一群240隻佛羅里達山獅就需要8000平方公里的棲息地，並足夠的遺傳多樣性來避免近親繁殖。從德克薩斯州引入的8隻雌性美洲獅近親似乎能成功地減低近親繁殖的問題。
佛羅里達州南部是一個快速發展的地區，天然環境的開發影響著佛羅里達山獅的生存。牠們的死亡率最多是來自交通意外及為地盤而自相殘殺，這都是因失去棲息地、棲息地的退化及分裂。在近那不勒斯開發的阿夫瑪麗亞（Ave Maria）有指是牠們的主要棲息地。
不過，佛羅里達山獅的分佈地卻被受爭議，這引發影響地產商及環保組織的爭議。由於以往美國漁業與野生動物局使用了錯誤的數據，誤會了佛羅里達山獅的分佈地，致使批核了一些發展項目。

## 外部連結
- Florida Panther Net （页面存档备份，存于）
- National Park Service （页面存档备份，存于）
- The Florida Panther Society, Inc.
- 美國漁業與野生動物局的保育計劃 （页面存档备份，存于）